# Journal of Differential Geometry
Das Journal of Differential Geometry (J. Diff. Geom.) ist eine Zeitschrift für Differentialgeometrie und verwandte Gebiete mit Peer-Review, die seit 1967 neunmal im Jahr bei International Press in Boston erscheint.
Herausgeber ist Shing-Tung Yau. Das Journal wurde 1967 von Chuan-Chih Hsiung an der Lehigh University, die auch das Copyright hält, gegründet. Hsiung war lange Hauptherausgeber und bis zu seinem Tod 2009 Mitherausgeber. Artikel, die für eine Veröffentlichung in Frage kommen, werden im Detail vom Herausgebergremium diskutiert, das sich regelmäßig trifft.
Die Ausgaben erscheinen Januar, Februar, März, Mai, Juni, Juli, September, Oktober und November.
Das Journal veröffentlicht Arbeiten aus dem Gebiet der Differentialgeometrie und verwandter Gebiete wie Differentialgleichungen, mathematische Physik, geometrische Topologie oder algebraische Geometrie.
Die ISSN ist 0022-040X. Der Impact Factor lag 2014 bei 1.419. Nach dem Impact Factor stand das Journal von 1981 bis 2006 an fünfter Stelle unter den Mathematikzeitschriften.